# Motines anticlericales de 1835

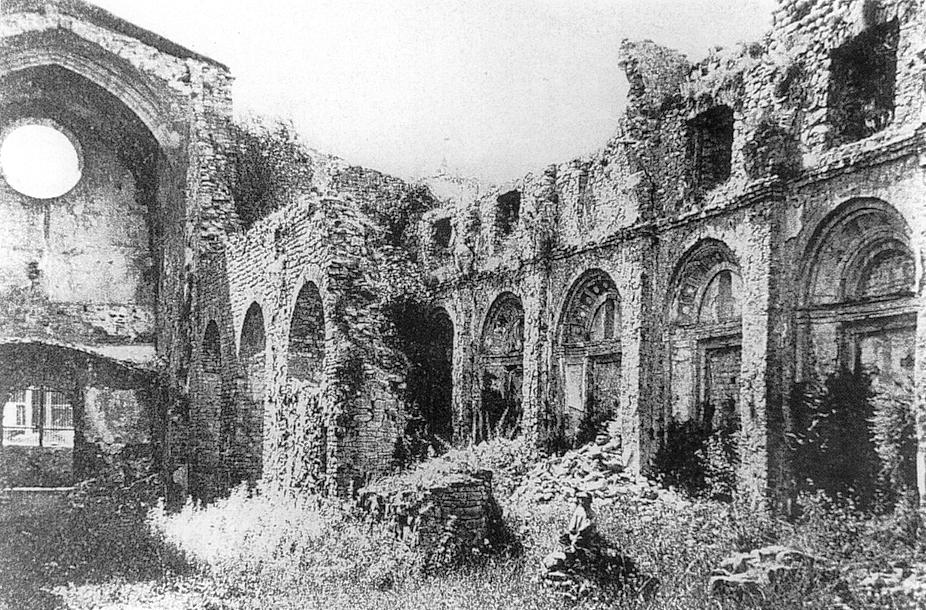
Monasterio de Santa María de Ripoll después del ataque e incendio durante las bullangues de 1835.

Los motines anticlericales de 1835 fueron unas revueltas contra las órdenes religiosas en España, fundamentalmente por su apoyo a los carlistas en la guerra civil iniciada tras la muerte del rey Fernando VII a finales de 1833, y que se produjeron durante el verano de 1835 en Aragón y, sobre todo, en Cataluña, dentro del contexto de las sublevaciones de la Revolución liberal española que pretendían poner fin al régimen del Estatuto Real, implantado en 1834 por la regente María Cristina de Borbón-Dos Sicilias, y dar paso a un monarquía constitucional con el restablecimiento de la Constitución de 1812. Los motines anticlericales más importantes tuvieron lugar en Zaragoza y en Reus, Barcelona y otras localidades catalanas (donde los motines populares de esta época son conocidos con el nombre de bullangues), durante los cuales fueron asaltados numerosos conventos y monasterios y resultaron muertos setenta miembros del clero regular y ocho sacerdotes, lo que trajo a la memoria lo ocurrido un año antes en la matanza de frailes en Madrid de 1834. “Todos los movimientos revolucionarios que estallaron en varias ciudades durante el verano de 1835 y se manifestaron en la quema de conventos y en la repulsa del Estatuto Real tienen un mismo denominador común: la hostilidad a los regulares, motivada ya por su intervención en la represión después del Trienio Liberal, ya por sus simpatías por el carlismo”.

## Antecedentes

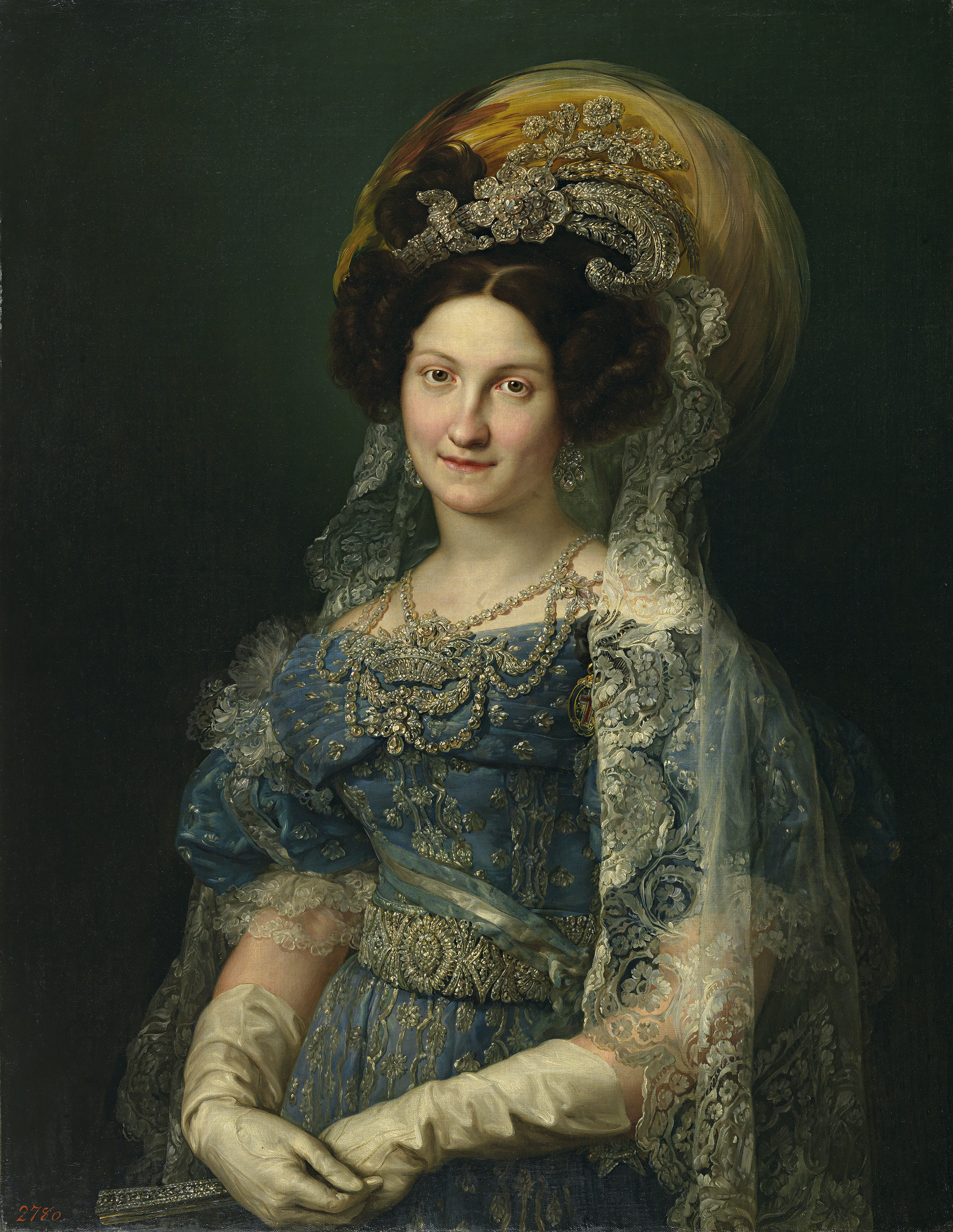
La regente María Cristina de Borbón-Dos Sicilias.

A finales de julio de 1834 se abrieron las Cortes convocadas según lo dispuesto en el Estatuto Real, una especie de carta otorgada promulgada por María Cristina de Borbón-Dos Sicilias que regentaba el trono en nombre de su hija, la futura Isabel II que entonces contaba con cuatro años de edad, y cuyos derechos sucesorios no habían sido reconocidos por los carlistas, los partidarios del hermano del rey recientemente fallecido Fernando VII, Carlos María Isidro de Borbón, que no aceptó la Pragmática Sanción de 1830 que abolía la Ley Sálica que no permitía que las mujeres reinaran, por lo que perdía sus derechos al trono en favor de la hija de su hermano recién nacida. Tras la muerte del rey Fernando VII a finales de septiembre de 1833, el pleito sucesorio derivó en una guerra civil, la Primera Guerra Carlista, que pronto se convirtió en un conflicto político e ideológico, entre los partidarios de mantener el Antiguo Régimen, los absolutistas que en su mayoría apoyaban a don Carlos, y los defensores de un cambio más o menos radical hacia un “nuevo régimen”, que defendían los derechos al trono de Isabel II, por lo que eran llamados “isabelinos” o “cristinos”, por el nombre de la regente. Unos días antes de la apertura de aquellas Cortes tuvo lugar la matanza de frailes en Madrid de 1834, durante la que fueron asesinados cerca de ochenta miembros del clero regular -que en su mayoría simpatizaba y apoyaba a la causa carlista- a causa del rumor que se difundió por la capital de que los “frailes habían envenenado las fuentes” lo que habría causado la terrible epidemia de cólera que asolaba la ciudad –solo en julio de 1834 se cobró más de tres mil vidas- y el resto de España.

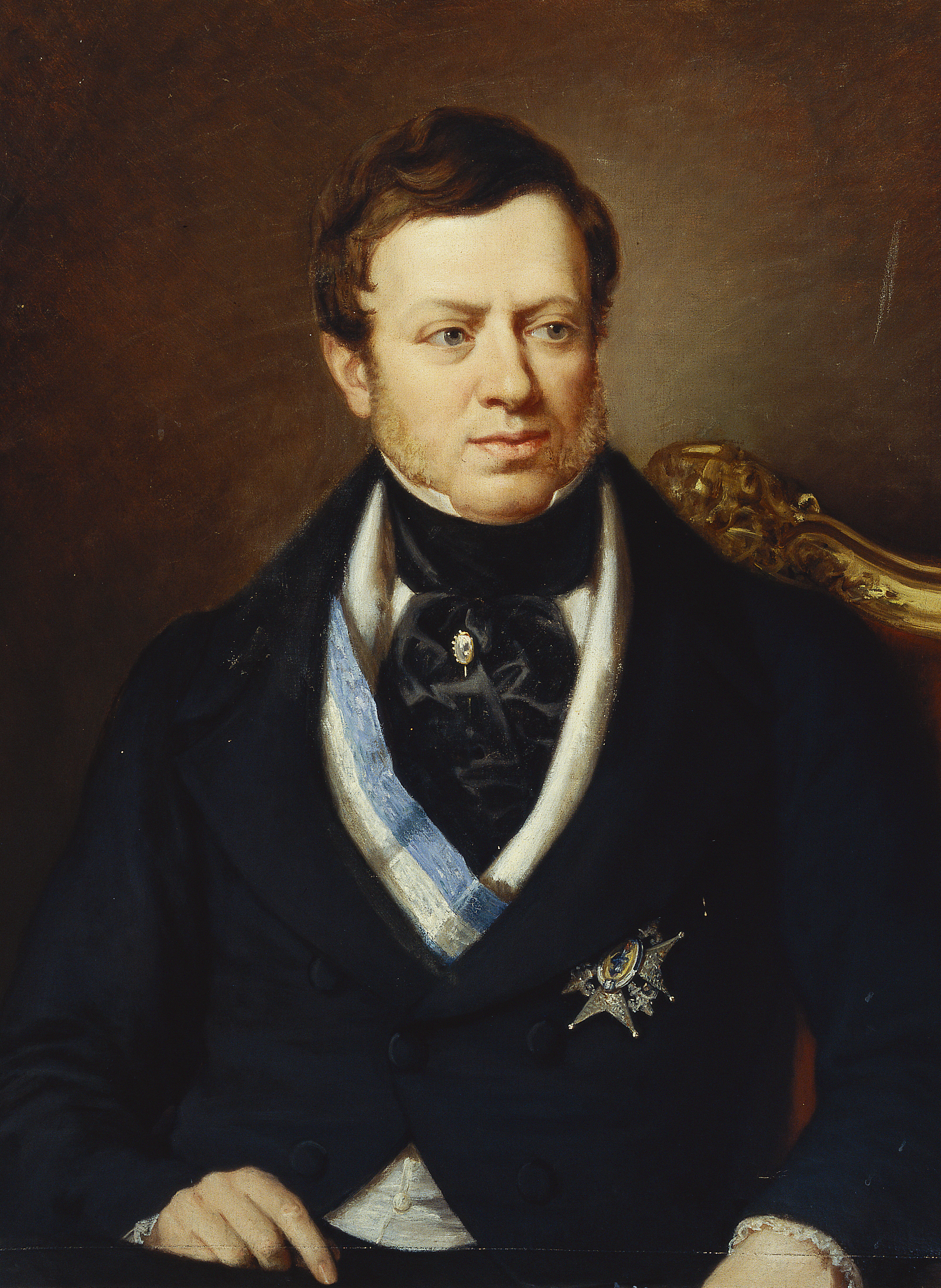
José María Queipo de Llano, VII Conde de Toreno.

En las Cortes pronto apareció una oposición claramente liberal que consideraba insuficiente el marco político establecido por el Estatuto Real porque no reconocía el principio de la soberanía nacional. Así los procuradores Joaquín María López, Fermín Caballero y el Conde de Las Navas, dirigieron un escrito a la regente en el que pedían una declaración de los derechos políticos de los españoles, pero el gobierno del liberal moderado Francisco Martínez de la Rosa lo rechazó. Meses después se comenzó a discutir una Ley de Ayuntamientos para que al menos a nivel local se aceptara el régimen representativo derivado del principio de soberanía nacional, pero de nuevo el gobierno no lo admitió, aunque le supuso un enorme desgaste, lo que unido a la marcha adversa de la guerra civil provocó su caída el 6 de julio de 1835.
El sucesor de Martínez de la Rosa fue el más claramente liberal José María Queipo de Llano, VII conde de Toreno, quien formó un gobierno heterogéneo, que incluía desde personajes aristocráticos como Pedro Agustín Girón, marqués de Las Amarillas,  hasta el liberal progresista Juan Álvarez Mendizábal, que se encontraba exiliado en Londres. Pero este gobierno pronto se vio desbordado por una serie de movimientos revolucionarios, entre los que se incluyen los motines anticlericales de Zaragoza y de Reus, Barcelona y otras localidades catalanas, que se produjeron en julio y agosto de 1835 y que dieron nacimiento a unas juntas revolucionarias que no reconocían su autoridad. El gobierno del conde de Toreno intentó calmar los ánimos decretando la expulsión de los jesuitas, lo que fue interpretado por la Santa Sede como una declaración de guerra rompiéndose las relaciones diplomáticas el 6 agosto , y el 25 de julio suprimiendo los conventos con menos de 12 religiosos, el mismo día que tenía lugar la “bullanga” de Barcelona, pero el objetivo de la Revolución Liberal en España en materia religiosa iba mucho más lejos: la supresión de las órdenes religiosas y la desamortización de sus bienes.

## Los motines anticlericales de Zaragoza

### El motín del 3 de abril

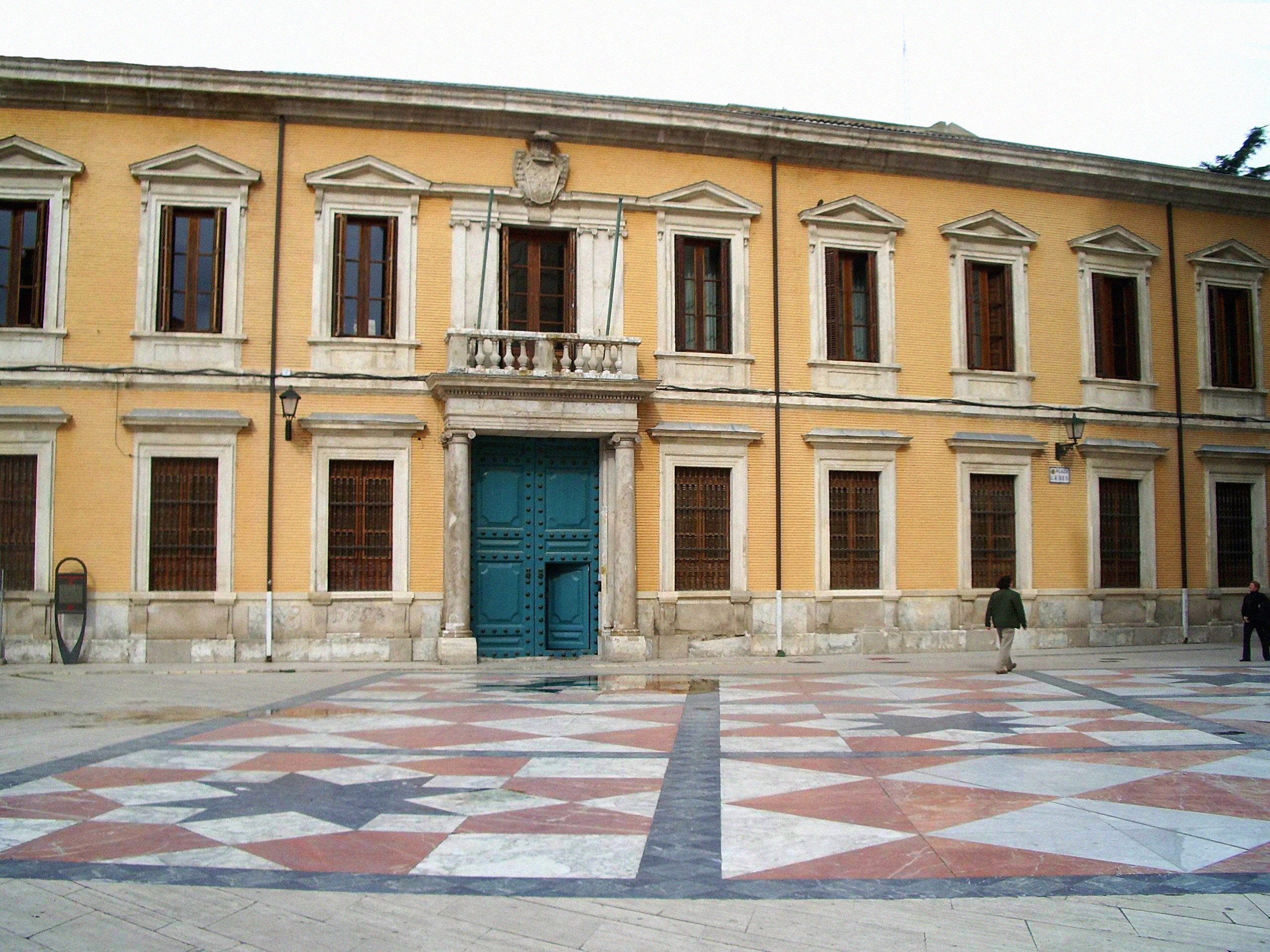
Palacio arzobispal de Zaragoza en la plaza de la Seo.

El motín anticlerical de Zaragoza del 6 de julio, tuvo un antecedente en la primavera, cuando el 3 de abril una multitud se dirigió al palacio arzobispal para protestar por la decisión de su titular Bernardo Francés Caballero, de ideas absolutistas -aunque no había hecho ninguna manifestación favorable a la causa de los carlistas-, por haber retirado las licencias de confesión y predicación a dos clérigos que eran capellanes de la milicia urbana por su conducta reprobable –en una carta enviada el 18 de abril al gobierno el arzobispo los acusaba de llevar una vida licenciosa-. La multitud iba encabezada por un fraile lego, Crisóstomo de Caspe, organista del convento de mínimos de la ciudad. Concretamente el diario liberal El Eco del Comercio lo señalará como autor del asesinato de cuatro o cinco religiosos que murieron en los incidentes de ese día –más tarde el fraile se alistó en el ejército liberal y fue fusilado por los carlistas en el Bajo Arágón-.
El motín se inició por la tarde cuando una multitud se reunió en la plaza de la Seo frente al palacio arzobispal dando gritos de «¡Muera el arzobispo y mueran los traidores!», o «Muera el arzobispo, muera el cabildo!», según otras versiones. Como el despliegue de la tropa y de la milicia urbana por orden del capitán general impidió el asalto al palacio episcopal, la multitud se dirigió entonces hacia el convento de la Victoria, donde fueron asesinados cuatro frailes, y después al de san Diego, donde mataron a otros dos. Por la noche se repitieron los incidentes, acuchillaron a un lego franciscano y dejaron malherido a un sacerdote. Aunque parece que en el asalto al convento de mínimos de la Victoria un destacamento de la milicia frenó a los amotinados, “la pasividad, sin embargo, es la nota de la guarnición militar en el ataque al convento franciscano de san Diego, situado justo enfrente de la capitanía general, y en el que matan a dos frailes”.
Por orden del capitán general, el arzobispo abandonó Zaragoza con escolta militar y después de pasar por Lérida se refugió en Francia, concretamente en Burdeos, donde residiría hasta su muerte en 1843. En los días siguientes abandonaron precipitadamente la ciudad 114 clérigos absolutistas.
Se ha sugerido que detrás del motín habría sobre todo motivaciones económicas: la abolición del diezmo que cobraba la Iglesia y la desamortización de sus bienes. Durante esa primavera hubo otro motín en Murcia contra las autoridades que tenían simpatías absolutistas, aunque los que murieron esta vez no eran eclesiásticos, sino un escribano antiguo voluntario realista, el cocinero del obispo y otro ciudadano.

### El motín del 6 de julio

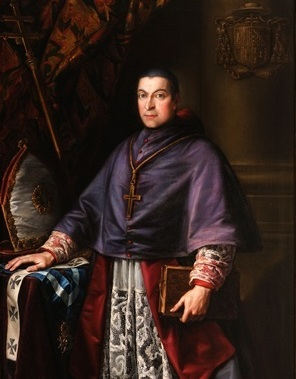
El arzobispo Bernardo Francés Caballero, atribuido a Luis López Piquer. Ca. 1843-1850. (Diputación Provincial de Zaragoza).

El motín anticlerical más grave de Zaragoza se produjo el 6 de julio. Todo comenzó el día anterior cuando un amago de pronunciamiento a favor de la Constitución de 1812 por parte de una compañía al mando del teniente Blas Pover, fue sofocado y su comandante detenido y encarcelado. El día 6 una multitud integrada por miembros de la milicia urbana junto con hombres y mujeres de las clases populares exigieron la libertad del teniente y difundieron proclamas contra el gobierno. Ante la negativa del capitán general a liberar al oficial, “los amotinados buscan a los absolutistas, matan a uno, desobedecen la orden de formar que dicta el capitán general para los milicianos y se lanzan de inmediato por las calles de la ciudad, con gritos republicanos, contra casas de absolutistas y contra los conventos de Santo Domingo, San Lázaro y San Agustín. Participan en la destrucción mujeres y niños en una auténtica algarada contra lo que durante siglos había significado el privilegio de un recinto sagrado”. Murieron once frailes de distintas órdenes, bajo las armas o asfixiados por el humo.
La respuesta de las autoridades fue ejecutar al teniente Pover y a siete compañeros suyos, además de a varios individuos que habían participado en los incidentes. El gobierno, por su parte, destituyó al capitán general, al que el periódico La Abeja del 13 de julio acusó de haber dado armas a hombres de la clase proletaria, que habrían participado en los asaltos a los conventos, un argumento ya utilizado por la prensa liberal con motivo de la matanza de frailes en Madrid de 1834. Esta idea de que había existido complicidad de la milicia urbana y de las autoridades con los amotinados también fue recogida por un informe enviado a su gobierno por el embajador francés en Madrid, conde de Rayneval. En otro informe de un agente francés se constataba el hecho de que muchos campesinos de los pueblos se negaban a pagar los diezmos, por lo que algunos historiadores piensan que la cuestión de los diezmos posiblemente fue una de las causas del motín, -el arzobispo en alguna ocasión había pedido la intervención de las autoridades de la provincia para poder cobrar los diezmos, no solo en la capital sino en muchos pueblos-. «No hay que olvidar que la Iglesia zaragozana poseía, al menos, una quinta parte de la riqueza de Aragón, lo que podía ser la causa de la oposición popular hacia los representantes de la Iglesia y además, una parte del clero regular, y sobre todo el arzobispado, estaba implicado en actividades antigubernamentales». «En efecto, en el caso de Zaragoza, se constata la animadversión rotundamente económica y política a una institución [la Iglesia] decantada por conservar sus privilegios, posesiones e impuestos propios».
Tras el motín se produjo la desbandada del clero regular, lo que permitió plantear de inmediato la supresión «cuando menos de los conventos destruidos... [para acallar] en parte los ardientes deseos de esta población sobre la reforma de regulares». “El 11 de julio se congregan en la Universidad los oficiales de la milicia -recordemos que todos ellos son propietarios, comerciantes, profesiones liberales-, los «vecinos honrados», y presentan las medidas indispensables «para que se mantenga el orden». La primera y urgente -¿era casual a estas alturas de los acontecimientos?- la de «suprimir absolutamente los regulares de Zaragoza», y además separar a los empleados públicos sospechosos ideológicamente y que aceleren sus trabajos tanto la junta nombrada por el gobierno desde hacía más de un año para la reforma del clero, como la comisión de las Cortes para la libertad de imprenta. Cuatro medidas que se entrelazaban como parte del mismo objetivo revolucionario. Posteriormente, la Junta establecida en Zaragoza explicaría las motivaciones de tales comportamientos en un texto que revelaba el resentimiento acumulado desde 1823 contra el clero, para cargar sobre «un pueblo religioso hasta la superstición» la acción de venganza como si hubiese sido una acción ciega y colectiva, sin dirección, pero sobre todo para concluir ante la regente, como máxima autoridad institucional, que si quería «calmar la ansiedad pública» la «primera providencia indispensable» no era más que la supresión de todos los conventos de religiosos «declarando sus edificios y bienes propiedad nacional». Era la exigencia de los mayores contribuyentes constituidos en junta revolucionaria, que asimismo se definían como «clases acomodadas» y que en esa lógica de transformaciones, a la altura de agosto, ya podían finalizar su proclama manifestándose «tan idólatras del orden como de la libertad». Al motín de Zaragoza el gobierno de Madrid -responsable, en definitiva ante una regente absoluta- respondió con la organización en la práctica de un estado de excepción. Sin embargo, la oposición liberal planteaba desde las páginas del Eco del Comercio su rechazo a la represión, método inviable para «asegurar el orden público, ni en Zaragoza ni otros puntos», porque la fórmula no era otra que la propia revolución liberal que tantos intereses concitaba a estas alturas”.

## Los motines anticlericales en Cataluña

### La “bullanga” de Reus
En Reus, ciudad liberal en medio de un territorio favorable al carlismo, la hostilidad hacia los miembros del clero regular, especialmente hacia los franciscanos, se remontaba a la Década Ominosa del reinado de Fernando VII cuando estos denunciaron a los liberales y fomentaron la revuelta de los Agraviados de 1827. De hecho durante el verano de 1834, cuando tuvo lugar la matanza de frailes en Madrid de 1834, también corrió el rumor, como en Madrid, de que los frailes habían envenenado los pozos de la ciudad y habían causado la epidemia de cólera. Algunos testigos de la época recuerdan que la impopularidad de los frailes llegaba hasta tal punto de que apenas podían circular por las calles sin ser insultados. El estribillo de una canción popular titulada “Sanch y fetge menjarem” (‘sangre e hígado comeremos’) era «Y morin los caps pelats» ('mueran los cabezas pelados’).
Lo que motivó la “bullanga” en Reus fue el ataque que sufrió el 19 de julio de 1835 una partida de milicianos urbanos por parte de una partida carlista, en el que murieron el subteniente J. A. Montserrat y cuatro urbanos (además de un alférez y dos voluntarios de Gandesa), ya que al parecer entre los atacantes había frailes y uno de ellos había ordenado crucificar y sacarle los ojos a una de sus víctimas. Eso es lo que afirma el historiador Antonio de Bofarull:

Habiendo muerto a seis soldados y a un oficial de urbanos… se habían entretenido los irruptores en crucificarlos, sacarles los ojos y otras barbaridades, a consejo de uno de los frailes que iba en la partida

El clima de tensión que se produjo al conocerse los hechos hizo que el gobernador militar de la provincia de Tarragona enviara en seguida un destacamento de 200 soldados a petición del alcalde y de los superiores de los conventos. Esto no evitó que durante la noche del 22 de julio fueran asaltados e incendiados varios conventos donde fueron asesinados doce frailes franciscanos y nueve carmelitas. En estos hechos el ejército no intervino. Así lo explicó un cronista de la época:

A la media para las once de la noche se alborotó el pueblo de Reus, disparando tiros al ayre, y en seguida se reunieron los individuos, los cuales la primera cosa que hicieron, envestir al convento de San Francisco y, viendo los frailes esto, tocaron por tres veces la campana para el auxilio, confiando con la tropa que había venido para su resguardo, la cual tropa no pudo aquietarlo, porque veían que les iría mal.

Así dio la noticia el diario liberal El Eco del Comercio:

A las 10 de la noche reuniéndose en uno los muchos y crecidos grupos que se habían diseminado en la población, después de haber sacado a la fuerza de hornos de cocer ladrillos todo el combustible que encontraron. Veíanse infinidad de mujeres cargadas de leña llevando grandes vasijas llenas de aceite de trementina y otras materias muy inflamables. Así reunidos, corrieron en tropel a San Francisco pegaron fuego al edificio, y pasaron al mismo tiempo a cuchillo a cuantos frailes encontraron

Según Antonio Moliner Prada, la causa última del motín hay que buscarla en “el anticlericalismo que se respiraba en muchos sitios, así como la ayuda que algunos conventos prestaban a los carlistas, o la importancia que podía tener una futura desamortización”.

### La «bullanga» de Barcelona del día de Sant Jaume

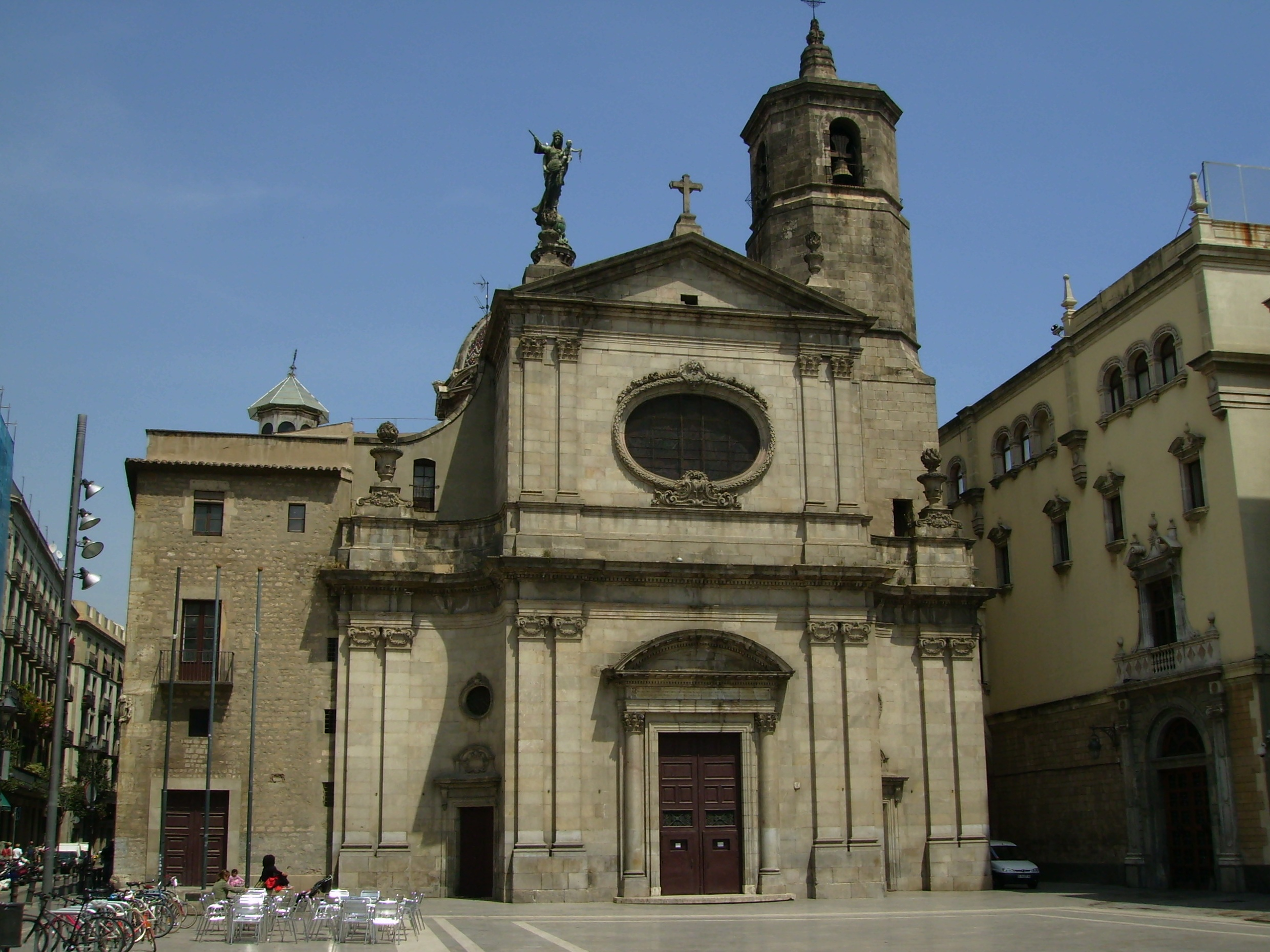
Basílica de la Merced de Barcelona en la actualidad.

Las repercusiones del motín anticlerical de Reus se extendieron por las comarcas de la provincia de Tarragona, y también llegaron a Barcelona, donde como en Reus existía un fuerte sentimiento anticlerical sobre todo entre las capas populares que eran las que estaban soportando el peso y la “sangre” de la guerra civil mientras buena parte de los frailes estaban de parte de los carlistas a los que ayudaban económicamente y algunos tomando las armas. Por las calles de la ciudad era frecuente oír canciones como la que decía “Mentre hi hagi frares, mai anirem be” (‘Mientras haya frailes nunca iremos bien’) o calificarlos de “paparres” (‘garrapatas’) y a veces incluso recibían “tronchazos, pedradas y hasta algún ladrillazo y algún bofetón”, según cuenta un canónigo.
En Barcelona fue un hecho trivial el que desencadenó el motín del 25 de julio. El público que asistía a una corrida de toros por el día de Sant Jaume comenzó a destrozar la plaza de la Barceloneta  -cuando llegó el quinto toro arrancaron bancos y sillas y las lanzaron a la plaza- porque los astados habían resultado mansos y cuando acabó la corrida arrastró el sexto toro muerto por las calles de la ciudad, apedreando de paso los conventos de La Merced y de San Francisco.
Paralelamente otro grupo quemó la caseta de los consumos  (el lugar donde los funcionarios municipales, “burots”, cobraban los odiados impuestos de entrada de mercancías a la ciudad) y a continuación dirigidos por el conocido liberal Manuel Rivadeneyra intentaron atacar el convento de San Francisco, pero solo consiguieron quemar las puertas. Ya entrada la noche varios grupos incendiaban seis conventos: el de los trinitarios descalzos –donde hoy está el Liceo-, el de San José de los carmelitas descalzos –donde hoy se encuentra el mercado de La Boquería-, el de los agustinos en la calle del Hospital, el de los carmelitas calzados de la calle del Carmen, el de San Francisco de Paula de los mínimos, en la calle de Sant Pere, y el de los dominicos de Santa Catalina –donde hoy se encuentra el mercado del mismo nombre-. Fueron atacados otros edificios religiosos, pero sin llegar a ser incendiados, como en el caso del seminario de San Vicente de Paul de la calle Amalia, donde frailes y seminaristas consiguieron hacer frente a los asaltantes con garrotes y armas de fuego. Los asaltos a estos conventos en algunos casos se hicieron al mismo tiempo por lo que fueron obra de grupos diferentes. Muchos frailes escaparon y fueron recogidos por el ejército y la milicia urbana que los trasladó al castillo de Montjuic, pero otros no lo consiguieron y 16 de ellos fueron asesinados.

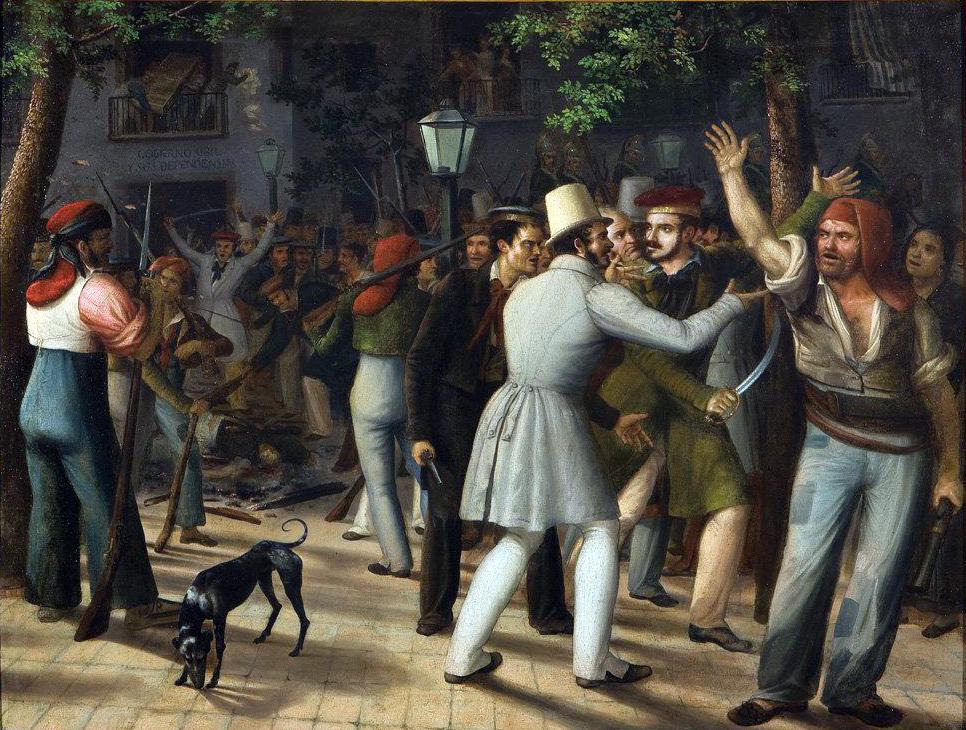
"La patuleia" Bullanga del 5 de agosto de 1835. Museu de Historia de Barcelona.

Ni el ejército ni la milicia urbana intervinieron ya que, según el historiador Antonio Moliner Prada, sus miembros simpatizaban más con los revoltosos que con los religiosos, e incluso algunos de ellos participaron en los alborotos. Por otro lado, el Ayuntamiento, a pesar de que se constituyó en sesión permanente, tampoco llevó a cabo ninguna acción coordinada con las fuerzas del orden para evitar los desmanes. “El Acta del Ayuntamiento (25 de julio por la noche) refleja que todavía a la 1,30 horas de la madrugada no habían hecho acto de presencia ni los bomberos ni la fuerza militar con el fin de sofocar y evitar los incendios de los conventos”. Solo al día siguiente, 26 de julio, “las autoridades tomaron algunas medidas para restaurar el orden: publicaron una proclama que eludía toda responsabilidad sobre los sucesos del día anterior, detuvieron a algunos, ordenaron la disolución de los grupos de personas que permanecían en la calle, mandaron cerrar las puertas de entrada a la ciudad para evitar que se introdujeran gentes de los pueblos cercanos, y exhortaron a los patronos a que abrieran sus fábricas y talleres”.
El diario liberal El Vapor explicaba con un notable distanciamiento y sin dar demasiados detalles de lo que había ocurrido, ni tampoco de la muerte de “unos cuantos” frailes:

En la tarde del día 25 alborotóse el pueblo en la plaza de toros, con ocasión de ser éstos en demasía pacíficos para dar interés a la lucha. De allí salió en tropel a incendiar los conventos de esta capital. El fuego prendió en seis de ellos (…) No se robó cosa alguna. Perecieron unos cuantos regulares en medio de la confusión del trastorno. Las autoridades mandaron formar la guarnición y las milicias con el objeto de evitar daños. Una de sus acertadas medidas fue la de ir recogiendo las comunidades y trasladarlas al fuerte de Atarazanas y desde éste al de Monjuí [sic], donde permanecen seguras

“Los folletos liberales de la época insisten reiteradamente en que no sufrieron ningún ataque los sacerdotes y los conventos de monjas, y tampoco se produjeron robos durante la bullanga. (…) F. Raull insiste en que todo el trabajo fue realizado en perfecto orden ante numerosos espectadores sorprendidos y boquiabiertos y otros que se alegraban de lo que estaban contemplando. (…) El relato de los hechos que publicó el periódico londinense The Times del 7 de agosto, cuyo autor presenció el asalto a dichos conventos, coincide también en estas apreciaciones:

La confusión producida por las circunstancias y los numerosos intentos de robo fueron superados por el ímpetu demostrado en este horrible trabajo de destrucción. Los incendiarios no se apropiaron de ningún dinero ni de ningún objeto de valor. Los cálices de oro y plata y los demás objetos de gran valor eran arrojados al fuego tan pronto eran hallados, y un individuo fue apaleado casi hasta la muerte por haberse guardado un pañuelito de seda

Respecto a quiénes fueron los autores de los hechos, no existe documentación judicial que permita identificarlos porque, a diferencia de la matanza de frailes en Madrid de 1834, ninguna persona fue juzgada tras la bullanga, y respecto a si detrás de los hechos hubo alguna sociedad secreta que los instigara o fue un movimiento espontáneo, los historiadores discrepan entre sí. Los que defienden la tesis conspirativa afirman que todo se preparó en una reunión secreta que tuvo lugar en una casa sita en la Rambla de Santa Mónica y que a los alborotadores, que estaban pagados, se les dio el material incendiario. Según el periódico Panorama Español la acción contra los conventos estaba preparada de antemano:

Al entrar la noche empezaron algunos conventos a ser asaltados por turbas que lo traían todo dispuesto para el incendio... Noche de horror y espanto fue la noche del 25 de julio. Oíase por todos lados el clamor estrepitoso de las turbas que daban el asalto, o celebraban el triunfo; el pisoteo de los caballos y los gritos de los jefes que reclamaban el orden llenaban los intervalos de silencio que dejaban aquéllas... Pocos, muy pocos eran los que estos atentados vandálicos cometían; mas los espectadores eran infinitos

Ana María García Rovira, por el contrario, afirma que el movimiento fue espontáneo, aunque señala que destacados liberales, como el impresor y editor M. Rivadeneyra, participaron en la bullanga, intentando canalizar el malestar popular. Así pues, entre los alborotadores no solo hubo miembros de las clases populares sino también gente acomodada que se enfrentaban a un enemigo común, los frailes. Este mismo punto de vista es el que defiende Josep Fontana para quien parece claro que “un grupo de liberales, descontentos con el régimen del Estatuto Real, dejaron hacer, pensando que esta explosión de malestar popular podía resultar útil para acelerar la evolución política en su sentido avanzado”. Para reforzar su tesis cita el testimonio de un testigo de los acontecimientos según lo relató años más tarde:

Cualquier cosa basta para determinar un motín popular cuando el pueblo está dispuesto a amotinarse. La multitud acalorada ya corre sin freno y durante la noche pega fuego a varios conventos, da muerte a algunos frailes, y la autoridad militar canoniza con su presencia ese escándalo, como había canonizado el motín y los desórdenes de la plaza de toros. Viven todavía las personas que con el bastón de mando en la mano contemplaban ambas escenas, y no creáis, señores, que hay en esto exageración alguna, porque yo me hallaba en la plaza y recuerdo muy bien hasta qué punto me pasmó oír que la autoridad encargara a los que despedazaban los bancos que procurasen no hacerse daño. (…) Tratábase de derrocar un ministerio [un gobierno] y de emprender un camino distinto del que este ministerio seguía

Una línea similar es la que mantiene Juan Sisinio Pérez Garzón que destaca que en el amotinamiento participaron personas relevantes sectores sociales “que encauzan la ira popular”. Como pruebas señala que en los conventos “se utilizaron botellas incendiarias de aguarrás, cual «cócteles molotov», que alguien había preparado” y que se volvió a repetir, como en la matanza de frailes en Madrid de 1834 “la quietud institucional de los mandos de la milicia y de la tropa y de las autoridades”. Asimismo el motín fue “una acción colectiva de castigo y también de prevención contra unos frailes transformados en el imaginario popular como los únicos causantes de la guerra y de sus penalidades”. El mismo día del motín de Barcelona “el gobierno del conde de Toreno decretaba la supresión de conventos con menos de doce religiosos profesos, pero también era una medida insuficiente porque ni suprimía las órdenes religiosas, requisito para nacionalizar sus bienes, ni se ajustaba a los hechos ya consumados. El poder ya no estaba en manos de la regente, sino de unas juntas que asumían con carácter revolucionario la defensa y la soberanía en cada ciudad. Por eso, esta vez el gobierno no podía abrir juicio por la violencia desplegada contra los frailes en Barcelona. Además, se justificaron explícitamente los sucesos y una vez más el Eco del Comercio nos encamina a la conclusión que se pretendía con tal violencia: «el castigo de estos excesos por sí solo no basta [...] no puede fiarse exclusivamente en la represión, como no se ha podido fiar hasta el día. No hay [...] otro medio más eficaz que el de la pronta supresión de las comunidades religiosas».

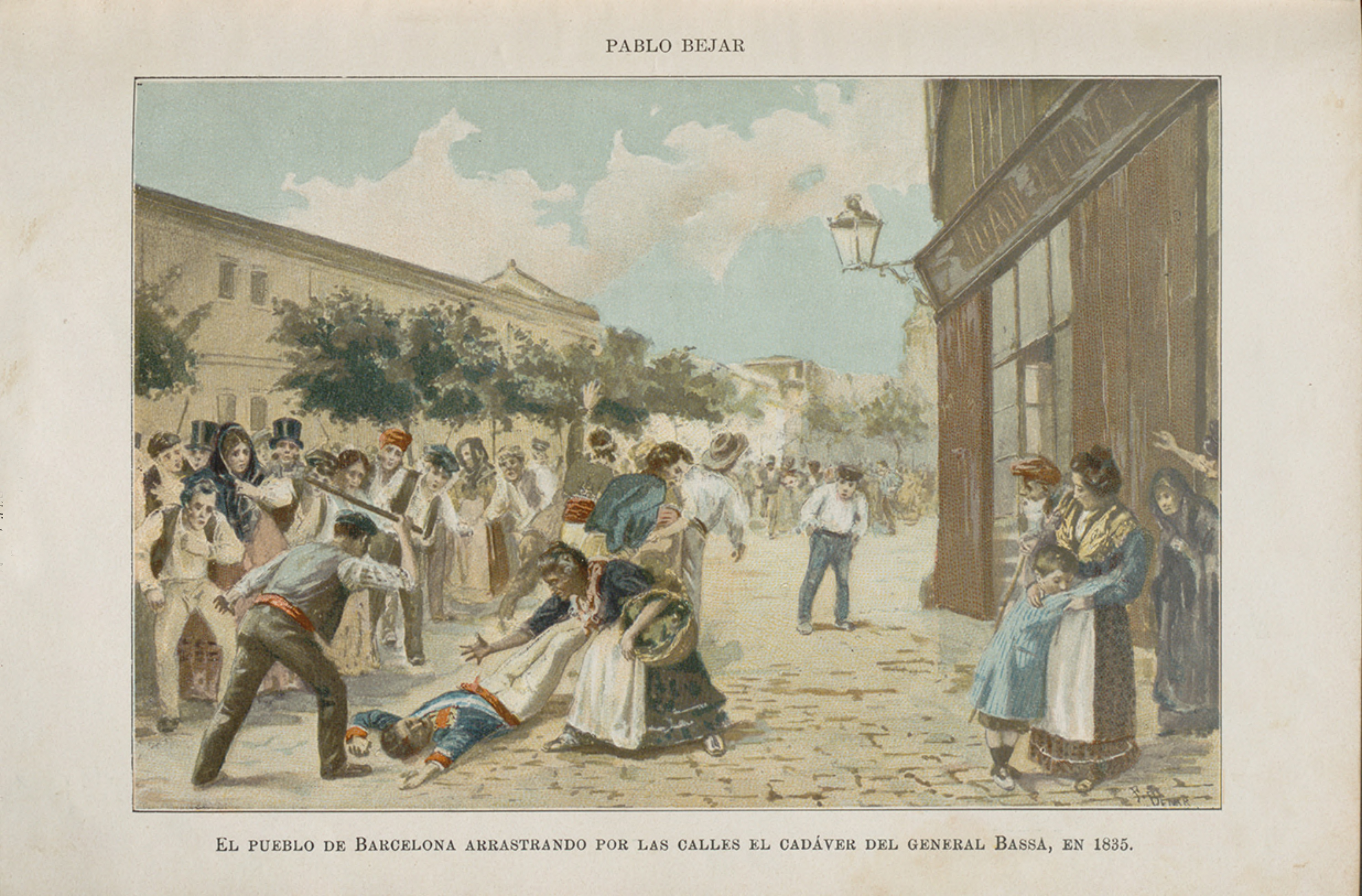
Linchamiento del general Bassa por las calles de Barcelona

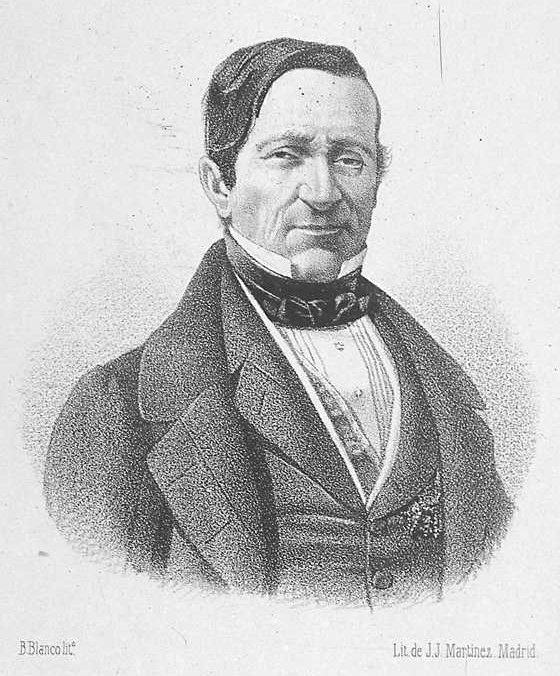
Manuel Llauder, capitán general de Cataluña cuando se produjeron las bullangas del verano de 1835.

Tras el motín del 25 de julio y de la madrugada del 26 no volvió la calma a Barcelona. Uno de los responsables fue el capitán general Manuel Llauder que encrespó los ánimos del sector más radical de los liberales y de las capas populares cuando en una aparición fugaz en Barcelona publicó una proclama en la que amenazaba con castigar a los culpables de los asaltos a los conventos. El 5 de agosto los acontecimientos se precipitaron cuando el nuevo gobernador militar de Barcelona, el general Bassa, fue asesinado por unos amotinados, sin que la milicia urbana ni la tropa hicieran nada por defenderlo. Luego su cadáver fue arrojado desde un balcón, arrastrado por las calles y quemado. También fue destruida la estatua de Fernando VII que había erigido en la plaza del Palau el anterior capitán general, el conde de España  y asimismo fueron quemadas las casetas de los consumos. Al día siguiente fue incendiada la fábrica El Vapor, instalada hacía poco en la calle de Tallers por la sociedad Bonaplata, Vilaregut, Rull y Cía. Parece que el incendio de la fábrica fue un acto de “ludismo” como así lo advirtió un observador de la época en un artículo aparecido en El Vapor seis meses después: “No sé yo que en los movimientos populares se dirija la plebe a las tesorerías ni casas de bancos, haciéndolo con mucha frecuencia a los establecimientos de producción cuyas máquinas hacen innecesario el trabajo personal”. También lo confirma el parte que escribió el gobernador militar de Barcelona, general Pastor, sobre lo sucedido:

Fue quemada la fábrica de tejidos y fundición de hierro de los señores Bonaplata y Cía. Las autoridades, al saber que intentaban este ataque los amotinados, enviaron toda la fuerza de que se podía disponer, con el fin de atajar el incendio; pero en balde, porque estaban determinados a hacerlo, convencidos de que los telares movidos por máquinas disminuían la producción del trabajo manual. Los dueños de la fábrica que tenían hace días temores de este ataque, se habían prevenido con una guardia de sus propios dependientes, quienes prematuramente hicieron fuego a los amotinados, lo que exasperó a éstos y aumentó su insolencia. La tropa que había de contenerlos se puso por medio y resultaron de la refriega varios muertos y heridos, quedando el campo por los sitiadores. Las llamas de este incendio injuriaron un tanto la fábrica de tabacos, la que afortunadamente, y con el auxilio de albañiles y bombas, pudo salvarse, mas no cinco u ocho casas pequeñas, pegadas a la misma fábrica, que fueron incendiadas.

La prensa liberal de Barcelona, como el Brusi, El Catalán y El Vapor, que había informado escasamente del motín anticlerical del 25 de julio, en cambio sí que lo hizo extensamente del incendio de la fábrica de los Bonaplata, condenando el hecho. Esto probaría, según Antonio Moliner Molina, "que vieron con buenos ojos los ataques a los conventos”.

### Las "bullangues" en el resto de Cataluña

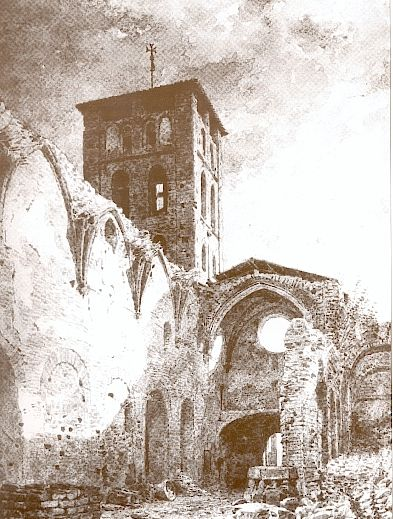
Iglesia del monasterio de Santa María de Ripoll después de las "bullangues" del verano de 1835.

La noticia del motín de Reus se extendió rápidamente. “En Valls no se produjeron asesinatos porque lo impidió el alcalde J. Tell con un destacamento de mozos de escuadra. En Vilaseca los ataques de la multitud se dirigieron contra los inmuebles pertenecientes al capítulo catedralicio de Tarragona y al arcediano de dicha población, que fueron saqueados el 6 de agosto. (…) Muchos religiosos abandonaron los conventos y se refugiaron en casas particulares o en el monte. Así consiguieron salvarse los frailes de Riudoms, los carmelitas y agustinos de La Selva, los franciscanos de Alcover y Escornalbou, los cartujos de Scala Dei y los cistercienses de Poblet. Sin embargo el día 23 de julio fue incendiado el convento de Riudoms, el 25 el de Scala Dei y días después el de Poblet”.
En Tarragona el 27 de julio fue atacado el arzobispo Echanove que consiguió refugiarse en una fragata inglesa donde permaneció tres días, consiguiendo finalmente pasar a otro barco que lo llevó a Mallorca y, al no estar tampoco seguro allí, desembarcó en Mahón el 4 de agosto. En una carta que dirigió al papa Gregorio XVI le expuso el ambiente de hostilidad hacia el clero que existía en Tarragona:

...pues la multitud de anarquistas y asesinos (...) se preparaban para acometer el amenazado degüello del arzobispo y en seguida el de los canónigos (...) Se ha prodigado al clero, sin exceptuar mi persona, insultos, burlas, amenazas y otros maltratamientos. Eran frecuentes y públicos las más horrendas blasfemias y desacatos impíos. Profanábanse los templos del Señor convirtiéndolos en fortificaciones para la defensa de la tropa regular de los llamados migueletes y urbanos.

“Días después de los incendios de Barcelona fueron asaltados e incendiados otros conventos de Cataluña, como el de los capuchinos de Sabadell, Mataró, Arenys de Mar y Villafranca del Panadés, los de los jerónimos de El Valle de Hebrón y el de Murtra, el de carmelitas descalzos de Cardó, así como las cartujas de Montalegre y Scala Dei, los benedictinos de Sant Cugat y Santa María de Ripoll y los cistercienses de Poblet y Santes Creus. Tampoco se libró el monasterio de Montserrat de ser saqueado tras haberlo abandonado los monjes el 30 de julio”.
“En total fueron asesinados 22 religiosos y 8 sacerdotes seculares, que sumados a los asesinados anteriormente en Reus y Barcelona ascienden a 67, distribuidos del siguiente modo: 3 benedictinos, 2 cartujos, 2 trinitarios calzados, 3 carmelitas, 18 franciscanos, 4 dominicos, 3 mercedarios, 5 agustinos, l capuchino, 12 carmelitas descalzos, 1 trinitario descalzo, 1 paúl, 4 de otras órdenes religiosas y 8 sacerdotes. Durante los primeros días de agosto se repitieron diversas asonadas anticlericales en Murcia. Fruto de tal persecución y violencia contra los religiosos, y en menor grado contra los sacerdotes, algunos curas párrocos abandonaron las iglesias de sus pueblos y buscaron refugio seguro en otros lugares”.

## Consecuencias: exclaustración y desamortización
Como consecuencia de las revueltas liberales y de los motines anticlericales del verano de 1835 la regente María Cristina de Borbón-Dos Sicilias se vio obligada a destituir al conde de Toreno en la presidencia del consejo de ministros y a sustituirlo en septiembre por el liberal progresista Juan Álvarez Mendizábal, cuyo gobierno suprimió las órdenes religiosas por un real decreto de 8 de marzo de 1836 y se incautó y vendió sus bienes en la desamortización que lleva su nombre.
Así relató A. Fernández de los Ríos veinte años después la exclaustración que dirigió en Madrid Salustiano Olózaga:

La operación se hizo con suma facilidad: la mayor parte de los frailes estaban provistos de vestidos profanos, y pocos pidieron compañía para salir de los conventos, de los cuales se marcharon con la presteza de quien anticipadamente tuviera dispuesta y organizada la mudanza. A las once de la mañana, todos los alcaldes habían dado parte de haber cumplido el primer extremo de su misión, el de desocupar los conventos: don Manuel Cantero, que ejercía las funciones de alcalde, era el único de quien nada se sabía. Olózaga le escribió estas líneas: "Todos han dado ya parte de haber despachado menos Vd.". Cantero contestó: "Los demás sólo han tenido que vestirlos; yo tengo que afeitarlos. Cantero tenía razón: en su distrito había ciento y tantos capuchinos de la Paciencia.

Julio Caro Baroja ha llamado la atención sobre la figura del viejo fraile exclaustrado, pues a diferencia del joven que trabajó donde pudo o se sumó a las filas carlistas -o la de los milicianos nacionales-, vivió "soportando su miseria, escuálido, enlevitado, dando clases de latín en los colegios, o realizando otros trabajillos mal pagados".
Así pues, como ha señalado Julio Caro Baroja, además de las económicas, la supresión de las órdenes religiosas, tuvo unas "consecuencias enormes en la historia social de España". Caro Baroja cita al liberal progresista Fermín Caballero quien en 1837, poco después de la exclaustración, escribió:

La extinción total de las órdenes religiosas es el paso más gigantesco que hemos dado en la época presente; es el verdadero acto de reforma y de revolución. A la generación actual le sorprende no hallar por parte alguna las capillas y hábitos que viera desde la niñez, de tan variadas formas y matices como eran multiplicados los nombres de benitos, gerónimos, mostenses, basilios, franciscos, capuchinos, gilitos, etc., ¡pero no admirarán menos nuestros sucesores la transformación, cuando tradicionalmente sólo por los libros sepan lo que eran los frailes y cómo acabaron, y cuando para enterarse de sus trajes tengan que acudir a las estampas o a los museos! ¡Entonces sí que ofrecerán novedad e interés en las tablas El diablo predicador, La fuerza del sino y otras composiciones dramáticas en que median frailes!"

Donde también se pueden apreciar las consecuencias sociales de la desamortización fue en el cambio del aspecto exterior de las ciudades, que fue "laificado" —término empleado por Julio Caro Baroja—. Madrid, por ejemplo, gracias a Salustiano Olózaga gobernador de la capital que mandó derribar diecisiete conventos, dejó de estar "ahogada por una cadena de conventos".
En cuanto se consiguieron los objetivos programados por los liberales en materia religiosa -exclaustración de los regulares y desamortización de sus bienes- se cerró el "ciclo anticlerical" iniciado con la matanza de frailes en Madrid de 1834. Hasta principios del siglo XX no volvería a aparecer la violencia anticlerical en España.